# Mariano Escobedo
Mariano Escobedo là một đô thị thuộc bang Veracruz, México. Năm 2005, dân số của đô thị này là 30509 người.